# Kultur i København
Kultur i København dækker et bredt spektrum af kulturoplevelser i København, der spænder fra Den lille Havfrue, Børsen og Fælledparken til Michelin-restauranter og Fremad Amager. Nationalmuseet og Statens Museum for Kunst er nogle af de største og mest besøgte museer.
Den lille Havfrue bruges til at markedsføre København og er sammen med Tivoli nok de mest berømte seværdigheder. Byens arkitektur er også en seværdighed i sig selv med Amalienborg og Marmorkirken i Frederiksstaden og 8tallet i Ørestad som nogle af de mest markante bygninger. Kongens Have, Fælledparken og Havneparken er nogle af de mest besøgte parker.
Teater og opera tilgodeses bl.a. med Skuespilhuset og Operaen, mens musikarrangementer bl.a. afholdes i Parken, Forum og Vega. Mad og drikke kan indtages på nogle af Københavns flere hundrede caféer og restauranter, hvor Noma flere gange er kåret som verdens bedste. 
København er hjemsted for flere sportsklubber bl.a. fodboldklubberne FC København, Brøndby og atletikklubben Sparta. Byen er ligeledes vært for Copenhagen Fashion Week, der viser mode i verdensklasse to gange om året. 

## Formidling og markedsføring af København
Markedsføringen af København som oplevelsesby foregår gennem organisationen Wonderful Copenhagen.

### Kulturby 96
I 1996 var København Europæisk kulturby under navnet Kulturby 96. I perioden op til og i 1996 påbegyndtes og gennemførtes en lang række projekter inden for såvel alternativ som folkelig kultur.
Projektleder Trevor Davies stod i spidsen for et samlet budget på næsten en milliard, og 40 ansatte på kontoret ved Amagertorv. 
Kulturbyen var primært finansieret af staten og kommunerne i hovedstadsområdet, hvor staten modsvarede de bidrag som kommunerne ydede. Mens kommunerne København og Frederiksberg betalte det højeste kontingent, betalte man i Københavns og Frederiksborg Amt det halve, mens kommunerne i Roskilde Amt betalte en femtedel. Alle bidrag blev givet efter antallet af indbyggere.
Projektet blev igangsat i 1992, da den daværende overborgmester i København, Jens Kramer Mikkelsen (S), blev tilbudt det, da Danmark som det sidste af de tolv medlemmer af EU skulle gennemføre en europæisk kulturby. Projektet blev startet 7 år tidligere, hvor Athen ønskede at sætte fokus på kultur og identitet i og omkring den græske hovedstad. Senere fulgte resten af de europæiske lande, hvor især projektet i Skotlands største by, Glasgow fremhævedes, da det vendte en negativ spiral med afindustrialisering og arbejdsløshed. Med udgangspunkt i de skotske erfaringer, arbejdede Københavns Kommune og de andre 51 kommuner, for at sætte fokus på kultur, men også på København og byens identitet.
Blandt de projekter i København, der blev startet som en del af Kulturby 96, som stadig eksisterer, er følgende:
- VEGA
- Øksnehallen
- Arken
- Kalejdoskop
- Byggeriets Hus
- Temahaverne i Valbyparken
- Forbrændingen

To af de statslige investeringer i forbindelse med Kulturby 96 var Statens Museum for Kunst, der udvidedes med en tilbygning ud mod Østre Anlæg, og tilbygningen til Det Kongelige Bibliotek - benævnt Den Sorte Diamant.

### Golden Days
Golden Days er en årligt tilbagevendende historisk festival i København. Festivalen startede i 1993 som et samarbejde mellem et par københavnske kulturinstitutioner med finansiel støtte fra Kultur- og Erhvervsministeriet. Den første Golden Days festival fandt sted i 1994 og derefter med to års mellemrum. De første fire festivaler havde den danske guldalder som tema – deraf projektets navn. Fra 2002 gik man væk fra guldalderen og temaerne har været forskellige. Siden 2008 har festivalen fundet sted hvert år.
Projektets omfang er vokset væsentligt siden 1993 og omfatter i dag bl.a. et samarbejde mellem mere end 60 kultur- og turistinstitutioner. Støtte modtages fra Kulturministeriet, Københavns Kommune samt private fonde og sponsorer.
Hvert år i september sætter byens mange forskellige kulturinstitutioner fokus på Københavns kultur og historie i en samlet festival, der formidler skiftende perioder i byens historie. Guldalderen, det moderne gennembrud og renæssancen er eksempler på temaer, der er formidlet i festivalform. I 2010 var 1700-tallet omdrejningspunkt for kulturinstitutionernes fælles fortælling. Festivalerne præsenteres af kultursekretariatet Golden Days.

### Kulturnatten
Hvert år i oktober (fredagen inden efterårsferien) har der siden 1993 været afholdt Kulturnat i København. Formålet er "at stimulere den kulturelle nysgerrighed og oplevelsesevne hos børn og voksne og meget gerne sammen". I 2011 solgtes i alt 71.000 KulturKit, og i 2012 deltog 250 institutioner med i alt 650 arrangementer.
Den første kulturnat afholdtes i 1993 med deltagelse af 45 kulturinstitutioner. I 2010 deltog 500 institutioner. I 2011 solgtes i alt 71.000 KulturKit, og 250 institutioner deltog med i alt 650 arrangementer i 2012, hvilket gør Kulturnatten i København til Danmarks største målt på både antal arrangementer og antal besøgende.
For at få adgang til Kulturnattens arrangementer skal man have et KulturKit til 90 kr. (2016), der indeholder Kulturpas og et program med beskrivelse af arrangementerne. Børn under 12 år kan få et Børnepas, som er gratis. Et KulturKit giver samtidig adgang til ubegrænset kollektiv transport med busser, tog og metro i Hovedstadsområdet fra kl. 17 til kl. 05. To børn til og med 11 år rejser gratis sammen med en voksen med Kulturpas. Trafikselskabet Movia indsætter ekstra busser.
Til de populære aktiviteter hører steder, hvor der normalt ikke eller kun i begrænset omfang er offentlig adgang. I 2011 var Københavns rådhus således topscorer med 20.981 besøgende efterfulgt af DR med 12.761 besøgende. Også Nordisk Råd, Miljøministeriet, Københavns Byret, Christiansborg og Københavns Brandvæsen lå i top 10. Men også tre mere traditionelle seværdigheder var at finde på top 10 i form af Tøjhusmuseet, Københavns Zoo og Christiansborg Slotskirke, som alle tre er steder, hvor der normalt ikke er adgang efter mørkets frembrud.
I  2011 afholdtes afterparty i Tap2 i Carlsberg Byen i Valby. I 2012 afholdtes Kulturnattens afterparty i Vega på Vesterbro.

## Seværdigheder
En af de mest berømte seværdigheder er den kun 1,25 meter store statue af Den lille Havfrue, som sidder på en sten ved Langelinie. Statuen blev kreeret af Edvard Eriksen på foranledning af brygger Carl Jacobsen og indviet den 23. august 1913. For at kunne gengive H.C. Andersens eventyrfigur havde Edvard Eriksen lånt inspiration til ansigtet fra skuespillerinden Ellen Price og til kroppen sin egen kone Eline.
Andre store attraktioner er verdens ældste og næstældste stadig eksisterende forlystelsesparker hhv. Dyrehavsbakken og Tivoli. Dyrehavsbakken ved Klampenborg opstod i slutningen af det 15. århundrede som markedsplads ved den kongelige dyrehave, hvor den stadig ligger. Tivoli ligger mellem Rådhuspladsen og Hovedbanegården. Haven blev åbnet af Georg Carstensen i 1843 og lå dengang umiddelbart uden for voldene i et område, der endnu ikke var blevet bebygget.
En del af de københavnske hovedattraktioner er konsekvenser af Christian 4.`s arbejdsiver: Rundetårn, der oprindeligt var et observatorium, Børsen, Nyboder, Christianshavn, Rosenborg samt meget mere er bygget i hans periode. Hele Frederiksstaden, der blev anlagt i 1748, er også en seværdighed med Amalienborg og Marmorkirken som de største attraktioner i dette område.
En af de mere uplanlagte, men ikke mindre attraktioner, er Christiania beliggende østligst på Christianshavn op ad voldene på gammelt flådeterræn. Af nyere seværdigheder kan derudover bl.a. nævnes det kongelige biblioteks tilbygning Den Sorte Diamant og Operaen.

## Arkitektur og byplanlægning
København er berømt for at have balance mellem ny og gammel arkitektur og en homogen bygningsmasse i 5-6 etagers højde. I 2008 vedtog Borgerrepræsentationen, at Indre By skal friholdes for højhuse. Således fremstår store dele af Indre By ganske velbevaret på trods af historiske bybrande og bombardementer, selv om mange af de berømte tårne og spir er af nyere dato. Store bybrande har dog betydet, at der ikke er ret mange bygninger ældre end 1728 tilbage. Modsat f.eks. Stockholm er København præget af punktvise fornyelser af bygningsmassen frem for voldsomme rydninger af større kvarterer. Samtidig har økonomien ofte lagt bånd på de mest ambitiøse projekter, hvorfor knopskydningsløsninger som ved Statens Museum for Kunst er udbredt. Store dele af Indre By er underlagt bygningsfredning.
Nogle af de ældste bygninger i indre by er Sankt Petri Kirke fra 1400-tallet og Konsistoriehuset fra ca. 1420. Christian 4. indtager en særlig plads i byens historie. Ikke blot fordoblede han byens areal og anlagde Christianshavn og Nyboder, men han var også hovedstadens første byplanlægger. Af alle kongens mange pragtbyggerier fremstår Børsen (1619-25) i nederlandsk renæssancestil som et enestående bygningsværk i europæisk arkitektur. Barokkens København er ligeledes repræsenteret med det berømte snoede trappespir på Vor Frelsers Kirkes tårn.
Den nye bydel Frederiksstaden, som blev igangsat i 1749, blev et triumftog for rokokostilen. Centralt blev der anlagt en stor plads, Amalienborg Slotsplads med fire adelspalæer, der omkranser Rytterstatuen af Frederik 5. Frederiksstaden blev ikke skadet af byens brand i 1795, men store dele af byen blev og ligeledes af englændernes bombardement i 1807. Ved genopbygningen blev der stillet krav om at der skulle være afskårne hjørner på husene, for at brandstigerne kunne komme omkring hjørnerne. Det meste af Indre By præges af denne arkitektur.
Voldenes fald (1856) blev startskuddet på en utøjlet tid, hvor nye kvarterer hastigt skød op. I brokvartererne og på Gammelholm opstod en afgrundsdyb forskel på de dekorerede facader mod gaden og de mørke baggårde og små lejligheder. Efter den utøjlede tid ønskede man en mere planlagt udvikling i efterkrigstidens og man udviklede Fingerplanen (1947). Fingerplanen fastlagde, at den bymæssige fortætning fremover primært skulle koncentreres i korridorer langs S-banenettet, mens mellemrummene skulle friholdes til grønne områder.
1970'erne og 1980'erne var præget af international modularkitektur uden særpræg samt en byggeiver, der hovedsagelig var koncentreret omkring forstadskommunerne, oftest i form af elementbyggeri i beton. I de centrale dele af København var der i perioden mest fokus på bysaneringer, denne gang rettet mod de kummerlige baggårdskarreer i brokvartererne. En af 1900-tallets største arkitekter Arne Jacobsen introducerede dog modernismen i Danmark og prægede byen med bl.a. Royal Hotel (1960) og Nationalbanken (1978).
I begyndelsen af 1990'erne var Københavns Kommune i krise, men der var dog overskud til at igangsætte store bevarende byfornyelsesprojekter på Vesterbro og på Amagerbro. Anlæggelsen af Ørestad skulle være med til at trække hovedstaden op af hængedyndet.
Mod slutningen af århundredet begyndte en reel opblomstring i arkitekturen med tilbygningerne til Statens Museum for Kunst og Det Kongelige Bibliotek. Derefter fulgte markante bygninger som Operaen, Skuespilhuset samt Tietgenkollegiet og 8tallet i Ørestad.

## Kunst i det offentlige rum
Caritasbrønden er Københavns ældste springvand og en af de ældste offentlige kunstværker i København. Det er udført af billedskæreren Statius Otto på befaling af Christian den 4. og dateret til 1608. Brønden indgik i Københavns almindelige vandforsyning og der var således en forbindelse mellem brug og kunst.
I Danmark er det kunstnerisk mest vellykkede eksempel på en rytterstatue: Saly's rytterstatue fra 1771 på Amalienborgs Slotsplads. Statuen skulle manifestere og symbolisere kongens position og status i samfundet, og sikre ham et udødeligt eftermæle. Rytterstatuen blev på kongens befaling bestilt i 1752 af Asiatisk kompagni der ligeledes betalte for den og statuen var således næsten 20 år undervejs. Fra samme periode er Frihedsstøtten af Nicolai Abildgaard fra 1797, som er et Københavns mest markante mindesmærker og står midt på Vesterbrogade ud for Hovedbanegården. Det blev opført til minde om stavnsbåndets ophævelse den 20. juni 1788. Kampen for flere borgerrettigheder blev markeret med J.F. Willumsens skulptur af Viggo Hørup i Kongens Have opført i 1908. Viggo Hørup agiterede for og fik gennemført åbningen af Kongens Have for den almene befolkning i august 1901. Mindesmærket er således både agitation for politisk kamp og socialisme såvel som et mindesmærke med kunstneriske kvaliteter. 
Af mere fredelige skulpturer fra tiden er Storkespringvandet, Dragespringvandet, Gefionspringvandet og Den lille Havfrue. Storkespringvandet blev opsat på Amagertorv i 1894 efter en konkurrence udskrevet af Foreningen til Hovedstadens Forskønnelse, mens Dragespringet, som også deltog i konkurrencen blev opstillet på Rådhuspladsen i 1904. Gefionspringvandet blev opsat over for Kastellet i 1908 i anledning af Carlsbergs 50-års jubilæum i 1897 og Den lille Havfrue blev skænket af brygger Carl Jacobsen i 1913 og opsat på Langelinie. Carl Jacobsen oprettede ligeledes legatet Albertina, som skulle bruges til indkøb af kunst i det offentlige rum. Blandt de donerede værker er Den døende galler i Ørstedsparken (1880), Gerhard Hennings Liggende pige, Grønningen (1945) og Henry Heerups Havtaske, Valbyparken (1971). Fra samme periode er Rudolph Tegners Mod lyset ved Rigshospitalet som opsattes i 1909. Det udfolder et drama og en monumentalitet, som er særegen i kunsten i offentlige rum i Danmark. Monumentet er opsat til minde om lægen Niels Ryberg Finsen (1860-1904), der i 1903 modtog nobelprisen i medicin. 
Figuren Blågårds Plads af Kai Nielsen blev opført 1912-16 på Blågårds Plads. Den arkitektoniske udformning af pladsen er forestået af Ivar Bentsen. Her vises arbejdslivet i alle sine afskygninger afbildet er en grønthandlerkone, en skomager, en murer og andre erhverv. I alt 16 figurgrupper. Skulpturgruppen er især interessant i og med at den så direkte er med til at forme pladsen og samtidigt søger at tilnærme sig de dengang omkringboende arbejdende folk.

### 1950 og frem
Billedkunstneren Palle Nielsen udførte i 1968 på aktivistisk vis legepladser på Nørrebro. Sammen med beboere overtog de byggetomter og begyndte at omdanne dem til legepladser. Dels for at lave plads til børn, men også for at tage byen tilbage som borgernes rum og ikke alene byplanlæggernes. Arbejdet, som der ikke findes offentlige billeddokumentation af, markerede et af de tidlige eksempler på en kunstner, der arbejdede aktivistisk og involveret med byens udformning.
Kanonklubben var en professorløs kunstnergruppe på Det Kongelige Danske Kunstakademi i perioden 1968 – 1970, som lavede film og forskellige happenings. De planlagede og udførte i 1969-70 Haven i Peder Lykke Centret med det formål at forbedre det menneskelige miljø gennem kunsten. Haven findes den dag i dag og kan ses på Amager i København.
Albert Mertz' udsmykning af Landbohøjskolens vandrehal fra 1972 nævnes ofte som en eksemplarisk udsmykning af en offentlig bygning. Mertz var kendt for sine konsekvente, men legende anvendelse af rød og blå. Et årti senere opstilles i 1982 Fredens port af Hein Heinsen, Stig Brøgger og Mogens Møller (også kaldet skala kunst) ved indgangen til Nørrebro fra 1982. Det er et omdiskuteret værk der gentagne gange er blevet udsat for hærværk. Ifølge kunstnerne fremstår den i et samspil med omgivelserne og fungerer som en måler for byrummet i overgangen mellem brokvarter og indre by.
Et andet omdiskuteret kunstværk er Smadret Parkeringsplads fra 1994 af Jes Brinch og Henrik Plenge Jacobsen, som var et midlertidigt værk placeret på Kgs. Nytorv i København. Værket blev dog efter kort tid fjernet efter pres fra hotellerne ved pladsen. Værket fremstillede offentlige rum som konfliktfyldte og fjernelsen før tid synes at bekræfte at offentlige rum er fyldt med modstridende interesser. Et nyere og ligeledes omdiskuteret værk er Det genmodificerede Paradis ved Søndre Frihavn fra 2000 af Bjørn Nørgaard bl.a. med Den genmodificerede Havfrue.

## Musik, teater og opera
Det ældste og mest berømte teater i hovedstaden er det i 1748 grundlagte kongelige Teater placeret for enden af Kongens Nytorv. Teatret har siden dets grundlæggelse været den nationale scene for teater, skuespil, opera og ballet, og som noget usædvanligt for den type bygninger er det stadig muligt at høre alle fire kunstarter i samme hus. Teatret har en stor scene benævnt Gamle scene, som kan rumme ca. 1.600 tilskuere. Indenfor de sidste år har opera og skuespil dog fået selvstændige bygninger. Operaen blev bygget i 2005 på Holmen over for Amalienborg og er designet af Henning Larsen. Operaens store scene kan huse mellem 1.492 og 1.703 tilskuere afhængigt af størrelsen af orkestergraven til den enkelte forestilling. Skuespilhuset kom til i 2008 ved Kvæsthusbroen ved Nyhavn og er designet af Jean Nouvel. Skuespilhuset har tre scener til mellem 100 og 650 tilskuere. Den Kongelige Danske Ballet kan stadig findes på Det Kongelige Teaters gamle scene. Grundlagt i 1748 er den en af de ældste ballettrupper i Europa. Den er hjemsted for Bournonvilleballetstilen.
Udover hvad det kongelige teater kan tilbyde er der også en række koncertsale i København, mest markant DRs Koncerthuset. Koncerthuset fra 2009 er bygget til klassisk musik og er hjemsted for DR SymfoniOrkestret. Husets store sal, der kan rumme 1.800 publikummer, er bygget som erstatning af Radiohusets Koncertsal, som overgik til Det Kongelige Danske Musikkonservatorium i forbindelse med DRs udflytning til Ørestad. En anden markant koncertsal er Tivolis Koncertsal, som bl.a. lagde rum til Eurovision Song Contest 1964. Den anden koncertsal i Tivoli; Glassalen, bruges i dag mere til revyer som Tivoli Revyen og Crazy Christmas Cabaret. På Islands Brygge findes også Mogens Dahl Koncertsal fra 2005, der tilbyder klassisk musik og derudover har sit eget kammerkor, Mogens Dahl Kammerkor.
Udover de mere traditionelle tilbud som teater, opera og ballet, som Det Kongelige Teater kan byde på, findes der et væld af andre teatre, der byder på nyfortolkninger af klassiske teaterstykker samt helt nye stykker. Af mere klassiske teatre kan nævnes Folketeatret (fra 1857) og det Det Ny Teater (fra 1908). Af mere eksperimenterende teatre kan nævnes Camp X Aveny, Husets Teater (etagen over Huset i Magstræde), Gasværket (der tidligere har haft stort fokus på musicals) og Nørrebro Teater (med fokus på standup).
København har igennem mange år haft en stor jazzscene. Jazzen kom til København i 1960'erne, hvor amerikanske jazzmusikere som Ben Webster, Thad Jones, Ernie Wilkins, Kenny Drew, Ed Thigpen og Dexter Gordon flyttede til København. Musikalsk samledes de på Jazzhus Montmartre, som i 1960'erne var det europæiske centrum for den moderne jazz. Jazzklubben lukkede i 1995, men der er planer om at genåbne den i maj 2010. For at hylde denne tid er navnene på gader på Sluseholmen opkaldt efter flere af disse musikere, som fx Dextor Gordons vej og Kenny Drews vej. Hvert år i juli måned fejres Copenhagen Jazz Festival, som fylder spillesteder og pladser med jazzkoncerter. Festivalen, der har fundet sted hvert år siden 1979 har de seneste år typisk haft 250.000 besøgende til 100-120 spillesteder.
Det vigtigste sted for rytmisk musik i København er Vega på Vesterbro, som er blevet valgt til "bedste koncertsted i Europa" af det internationale musikmagasin Live Store Vega kan huse 900 siddende og 1.500 stående publikummer. Den lille sal, kaldet Lille Vega, kan huse 160 siddende publikummer og 500 stående. Der var planer om at lave et Mega Vega med plads til op i mod 5.000 tilskuere, men projektet blev stoppet i 2008. Derudover er Parken også et brugt sted til store koncerter, hvor der er plads til op imod 55.000 tilskuere. Her har bl.a. U2 og Michael Jackson optrådt.
For gratis underholdning kan man gå en tur op ad Strøget, især mellem Nytorv og Højbro Plads, der sen eftermiddag og aften forvandler sig til et improviseret treringscirkus med musikere, tryllekunstnere, jonglører og andre gadeoptrædener. En anden og mere klassisk mulighed er kirkekoncerter, som mange af kirkerne afholder, heraf mange gratis. Kirkekoncerterne bruges ofte af konservatoriestuderende til at øve foran et publikum.

## Museer
Som Danmarks hovedstad rummer København nogle af de vigtigste samlinger om dansk historie og kultur, men enkelte museer har også samlinger af stor international kvalitet. Nationalmuseet, der blev grundlagt i 1807, er det vigtigste museum i Danmark for kultur- og historieminder. Udover et væld af oldtidsfund med uvurderlige genstande som f.eks. Solvognen rummer museet også en imponerende møntsamling. Der findes ligeledes en del genstande fra resten af verden, bl.a. antiksamlinger fra middelhavsområdet. Ny Carlsberg Glyptotek grundlagt af brygger Carl Jacobsen i 1882 fremviser ligeledes en bred samling af genstande fra forhistorisk tid til i dag. Museet har bl.a. en stor samling mumier, en samling af skulpturer fra antikken og et stykke fra Parthenonfrisen, der er af international kvalitet. Glyptoteket er det eneste af sin slags i Norden.
Statens Museum for Kunst er landets største kunstmuseum med store samlinger og ofte udstillinger med nyere kunst. Thorvaldsens Museum fra 1848 med Bertel Thorvaldsens mange figurer var byens første egentlige kunstmuseum. Den Hirschsprungske samling rummer mest malerier fra Guldalderen og af skagensmalerne. Den moderne kunst fremvises primært i Arken i Ishøj og Louisiana i Humlebæk nord for København.
Davids Samling, der rummer kunst og kunsthåndværk fra 1700-tallets Europa, dansk guldalder og nyere dansk kunst samt kunst fra den islamiske verden fra 600-tallet til 1800-tallet. Den islamiske samling er langt den største i Skandinavien og er en af de ti væsentligste samlinger af islamisk kunst i den vestlige verden. Tøjhusmuseet fra 1928 beliggende i de gamle flådeudrustningshaller fra Christian 4.´s tid rummer er et kulturhistorisk specialmuseum for dansk våben- og krigshistorie. Tøjhusmuseet har en samling på flere tusind håndvåben og flere end hundrede kanoner. Hertil kommer en stor samling køretøjer – kampvogne, jeeps, lastbiler, motorcykler m.m. – og flyvemaskiner. Ud over alt dette har museet en enorm stor samling uniformer fra såvel Danmark som udlandet, samt en stor saling medaljer. Endelig har museet også store mængder af andre genstande beregnet til brug i krig.
De naturhistoriske museer er repræsenteret med Botanisk Have, Geologisk Museum og Zoologisk Museum, som fremviser hver deres gren af naturhistorien. Botanisk Have grundlagdes oprindeligt i 1600 ved Fiolstræde, men endte efter flere flytninger i 1871 ved dens nuværende placering mellem Gothersgade og Sølvgade. Der er fri adgang til de fleste arealer, men de fem palmehuse med opvarmede tropiske og subtropiske arealer skal der dog betales entre for. Geologisk museum på Øster Voldgade fremviser bjergarter, mineraler, meteoritter, og fossiler. Meteoritten Agpalilik (Manden) på 20,1 ton fundet ved Kap York i Grønland kan derudover ses i museets gård. Zoologisk Museum er et af Europas ældste. Dets samlinger strækker sig 350 år tilbage, hvor professor Ole Worm begyndte indsamlingen. Museet indsamler stadig dyr, men fokuserer mest på havdyr og insekter. Fra pattedyr indsamles hovedsagelig dna-prøver. De tre naturhistoriske museer er planlagt samlet på en adresse ved Botanisk have i 2018 som et samlet nationalt naturhistorisk museum. Til det nye museum er bl.a. indkøbt en 17 meter lang dinosaurus. Ligeledes ønsker man bl.a. at udstille museernes unikke samling af hvalskeletter.
Af museer, der viser den nyere danmarkshistorie, kan nævnes Arbejdermuseet, som stræber efter at vise dagligdagen for de københavnske arbejdere fra 1850'erne og frem og Frihedsmuseet, som fortæller om besættelsen og modstandskampen i Danmark i årene 1940-1945. København rummer også andre mere specialiserede museer som Københavns Bymuseum, Louis Tussaud's Wax Museum, Politihistorisk Museum, Storm P Museet og det medicinsk-historiske museum Medicinsk Museion.

## Parker, skove, søer og strande
København har en række parker, hvoraf de to største er Valbyparken og Fælledparken på hhv. 64,2 og 58 ha. Valbyparken blev skabt i 1939, efter at området fra 1913 til 1937 havde fungeret som losseplads. Parken lægger nu plæne til bl.a. Grøn Koncert. Fælledparken på Østerbro blev skabt i 1906-1914, hvor byen efterhånden var ved at vokse ud til dette område. Fælledparken er ligeledes blandt de mest besøgte attraktioner i Danmark med flere millioner besøgende om året. Den tredjestørste park i København er Frederiksberg Have (31,7 ha) i den vestlige del af byen. Her kan man bl.a. se en koloni af relativt tamme fiskehejrer og nyde udsigten til Norman Fosters elefanthus i Zoologisk Have, som optager den vestlige del af haven. 
En anden meget populær park er Kongens Have i det centrale København. Denne park er anlagt i 1606 som en privat park for kongen, når han opholdt sig på Rosenborg Slot, som ligger i parkens nordlige ende. Ved anlæggelsen lå park og slot uden for Københavns volde. Parken har været åben for publikum siden starten af 1700-tallet. Centralt i byen langs de tidligere volde findes en række parker, hvoraf Tivoli er den mest kendte. Derudover kan parkerne Ørstedsparken, Botanisk Have, Østre Anlæg, parken omkring Kastellet og parken omkring Stadsgraven henføre deres historie til de gamle volde. Voldanlæggets geografi kan genfindes i den specielle snoede udformning af søerne i parkerne. Botanisk Have kan derudover fremvise et stort kompleks af drivhuse fra det 19. århundrede, herunder det 16 m høje palmehus, med tropisk klima.
Noget særligt for København er, at flere kirkegårde ligeledes har en dobbeltfunktion som parker, dog kun for stille aktiviteter som solbadning, læsning og meditation. Assistens Kirkegård, hvor H.C. Andersen blandt andet ligger begravet, er et vigtigt grønt åndehul for Indre Nørrebro. Den mindre kendte Vestre Kirkegård, som med sine 54 hektar er den største kirkegård i Danmark, tilbyder tætte lunde, åbne plæner, snoede stier, søer og andre havetræk. Det er en officiel politik i Københavns Kommune, at alle indbyggere i 2015 skal kunne nå en park eller strand til fods på mindre end 15 minutter. I tråd med denne politik er der planlagt flere nye parker i bydele, der mangler grønne områder.
København har ud over parker også en række skove og mere uplejet natur. Skovene er Vestskoven (15 km²) og Brøndbyskoven (ca. 1 km²) i den vestlige del og Hareskoven (9 km²) i den nordvestlige del. Dyrehaven (11 km²) ligger i den nordlige del og indeholder både skov og slette. Dyrehaven omslutter bl.a. en golfbane og er hjemsted for Eremitageløbet samt Eremitageslottet. Uplejet natur kan fx findes på Amager Fælled (2 km²), hvor naturen efter sløjfningen af området som militært øvelsesterræn har fået lov at passe sig selv og nu er præget af krat og mindre træer. Amager Fælled indskrænkes dog betragteligt med den planlagte etablering af Ørestadens Amager Fælled kvarter i den vestlige del og med etablering af parkering for campingvogne i den sydlige del. Tippen (0,5 km²) i København SV har ligeledes i store træk fået lov at passe sig selv efter aflæsningen af diverse byggeaffald og restjord i årtierne efter anden verdenskrig og minder derfor om Amager Fælled.
Lige vest for ringen af parker fra de gamle volde findes Københavns Indre Søer. Dette er tre sammenhængende søer, der indtil midten af 1900-tallet blev brugt som supplement til vandforsyningen til København, men som nu bruges til rekreative formål. Af andre markante søer findes Damhussøen i den vestlige del af byen og Utterslev Mose, Furesø, Lyngby Sø, Bagsværd Sø og Gentofte Sø i den nordlige del.
København har en række sandstrande. Den største er Amager Strandpark, der åbnede i 2005, som inkluderer en 2 km lang kunstig ø og totalt 4,6 km sandstrand. Derudover findes strande ved Bellevue, Hellerup og Charlottenlund langs nordkysten og Brøndby og Ishøj langs sydkysten. Strandene er suppleret af flere havnebade langs havnefronten. Det første og mest populære af disse er placeret ved Islands Brygge. Dette havnebad designet af PLOT har vundet international anerkendelse for sit design. Derudover findes havnebade ved Fisketorvet (kaldet Copencabana), Sluseholmen og i Svanemøllebugten.

## Medier og film
Mange danske medieselskaber har deres hovedsæde i København. Det statsfinansierede DR startede sine radioaktiviteter her i 1925. I starten af 1950'erne var virksomheden ligeledes ansvarlig for at udbrede fjernsyn til hele landet. I dag har medievirksomheden adskillige fjernsyns og tv-kanaler, som styres fra DR Byen, bygget i 2006/07 i Ørestad. Det Odense-baserede TV 2 har samlet sine københavnske aktiviteter på Teglholmen.
To af de tre store landsdækkende aviser Politiken og Berlingske samt de to store tabloidaviser Ekstra Bladet og BT har hovedkontor i København. Politiken blev grundlagt i 1884 af Viggo Hørup, Edvard Brandes og Hermann Meyer Bing, som en socialliberal avis. Edvard Brandes var en af medstifterne af Det Radikale Venstre og avisen havde frem til 1970 stærke bånd til partiet, men er i dag politisk uafhængig. Ekstra Bladet startede som et tillæg til Politiken i 1904 i forbindelse med en Russisk-japanske krig, men blev i 1905 udskilt som selvstændig avis under Politikens Hus. 2003 fusionerede Politikens Hus med Morgenavisen Jyllands-Posten og dannede selskabet JP/Politikens Hus. Berlingske, grundlagt i 1749 er Danmarks ældste avis. Fra 1850'erne til 1960'erne udkom avisen i nogle perioder op til tre gange om dagen, men i dag udkommer avisen en gang om dagen som de øvrige aviser. Avisens aftenudgave blev i 1971 til Weekendavisen. Berlingske Media, som bl.a. udgiver Berlingske er ejet af den London-baserede Mecom Group. Andre vigtige medievirksomheder inkluderer Aller Media, som er den største udgiver af ugentlige og månedlige magasiner i Skandinavien, Egmont, som bl.a. står bag Nordisk Film, og Gyldendal, den største danske bogudgiver.
København har ligeledes en relativ stor film- og tv-industri. Filmbyen, der ligger på en nedlagt militærbase i forstaden Hvidovre, huser adskillige filmselskaber og studier. Blandt filmselskaberne er Zentropa, hvori filminstruktøren Lars von Trier er medejer, som står bag adskillige internationale filmproduktioner og som var en af grundlæggerne af dogmebevægelsen. Historisk var København, og især selskabet Nordisk Film, i 1910'erne og 1920'erne centrum for filmindustrien i Nordeuropa med hundredvis af årlige filmproduktioner. Nordisk Film i Valby producerer stadig mange film og har i dag 1.200 medarbejdere (pr. 2006) og er den største producent og distributør af elektronisk underholdning i Norden. Med Nordisk film i centrum er der opbygget en lille klynge af film- og medierelaterede virksomheder i Valby, som fx Blu, der bl.a. har stået for produktionen af X Factor i Danmark fra 2008-2013.

## Mode
København er vært for to årlige modemesser, der markedsføres samlet under navnet Copenhagen Fashion Week. Modemesserne startede i 1968 i Bellacentret, som en mindre handelsmesse. I dag har messerne udviklet sig til Nordens største modemesse. Copenhagen Fashion Week består af en "Market Week" med 3 store messer CIFF i Bella Center, Vision i Lokomotivværkstedet og Gallery i Forum samt en "Fashion Week" organiseret af Danish Fashion Institute, under navnet Copenhagen Fashion Week med modeshows, showrooms og events over alt i København. Derudover er der en modeuge henvendt til forbrugere, borgere og turister udarbejdet i samarbejde mellem Danish Fashion Institute og Københavns City Center, som går under navnet Copenhagen Fashion Festival.
I 1990'erne opstod designere som Mads Nørgaard og DAY, mens det i dag også er designere som Henrik Vibskov, Stine Goya og Peter Jensen, der præger det københavnske modelandskab. 
Siden 1931 har Scandinavian Academy of Fashion Design uddannet beklædningsdesignere.

## Restauranter og caféer
Den største koncentration af cafeer er i Indre By, Østerbro og Vesterbro. Den første københavnske cafe åbnede i 1831 på Hotel D’Angleterre, men det var først med åbningen af Café Sommersko i 1976, at cafekulturen for alvor kom til København, og der er nu flere hundrede cafeer spredt over hele byen. Café Sommersko er sammen med Cafe Europa og Cafe Victor også i indre by stadig blandt de kendteste cafeer.
Det københavnske natteliv er centreret omkring Indre by, Nørrebro og Vesterbro: Club Mambo, Discotek IN (ved Gammeltorv), Karel van Mander, Laurits Betjent (ved Christiansborg), Nasa (beliggende i Boltens Gård), Park Nightclub (ved Parken), Rust (på Nørrebro) og Vega.
København kan fremvise et varieret udbud af restauranter og spisesteder spændende fra to tostjernede michelinguide restaurant til shawarmabarer og pølsevogne. Inden for det seneste årti har København for alvor markeret sig med restauranter, der kan måle sig blandt de bedste. Mest fremtrædende er Noma, drevet af Rene Redzepi, med 2 stjerner i Michelin-guiden 2007-2013, som derudover er blevet udnævnt som den bedste restaurant i verden tre år i træk fra 2010-2012. I alt har København 13 restauranter, der har fået en eller flere stjerner i Michelinguiden 2013. Dette dækker udover Noma bl.a. Geranium med to stjerner og Kong Hans' Kælder og Era Ora med hver en stjerne. Derudover er der en række restauranter, der har fået en Bib Gourmand (fremragende mad til prisen), bl.a. Le Sommelier og Oubæk. Med 15 stjerner er København den by i Norden med flest stjerner, hvilket har været tilfældet i en årrække.
Pølsevognen har traditionelt været det foretrukne spisested for den lille sult, men udfordres nu af burgerbarer, pizzeriaer, shawarma- og sushi-barer og lignende. I 1950 var der 400 pølsevogne i København, mens der i dag blot er 93 tilbage. Smørrebrødsrestauranter er en anden type frokostbeværtning, som er kendetegnende for København. Her er det muligt at købe frisksmurt smørrebrød til sin frokost. En af de mest kendte smørrebrødsrestauranter er restaurant Ida Davidsen.
København er den hovedstad i verden, hvor økologisk mad har den største markedsandel. Et ud af ti indkøb er økologisk i København. Københavns Kommunes indkøb af økologisk mad ligger på 45 %, men målet er noget højere. Med miljøstrategien "Environment Metropolis: Our Vision 2015" ønsker politikerne i Københavns Kommune, at der udelukkende skal serveres økologisk mad i 90 % af Københavns Kommunes plejehjem og institutioner for børn og unge i 2015.

## Idræt og sport
København repræsenterer en lang række sportsgrene og er i Danmark ofte førende på området. Det største danske stadion Parken, som ligger på Østerbro, er både hjemmebane for det danske fodboldlandshold og fodboldklubben F.C. København. F.C. København er Danmarks rigeste fodboldklub og har sammen med Brøndby IF, med hjemmebane på Brøndby Stadion, i en årrække været meget dominerende i den danske Superliga. Der har desuden hersket en rivalisering mellem de to klubber, og opgørene mellem dem er blevet kendt under navnet Slaget om København. Derudover er København hjemby for fodboldklubberne AB, B.93, Brønshøj, Frem, Fremad Amager, HIK og Skjold samt en lang række småklubber. Flere af disse hold har tidligere været med i toppen af dansk fodbold. AB vandt bl.a. 6 danske mesterskaber i 1940'erne og 1950'erne.
Inden for håndbold var Københavnske klubber næsten altdominerende fra DM startede i 1935 og indtil starten af 1970'erne for mænd og til slutningen af 1970'erne for kvinder. Efter den periode var det mest jyske klubber, der dominerede. Først i midten af 2000'erne opstod igen et københavnsk hold, der kunne være med i toppen, med FCK Håndbold. Klubben gik dog konkurs i 2012, men kunne efter en fusion videreføres under navnet KIF Kolding København. Af andre større københavnske håndboldklubber kan nævnes Ajax Heroes, Ydun og HIK.
Tennis, atletik og ishockey er også repræsenteret i København. Tennisforbundet afholdte Copenhagen Open i KB Hallen på Frederiksberg fra 1988 til 2003. Turneringen var en del af ATP-touren, og det var her den danske tennisspiller Kenneth Carlsen i 1992 fik sit gennembrud. Tennisklubber i København inkluderer bl.a. Lyngby Tennis Klub og KB, der begge har leveret danske mestre i tennis. Inden for atletik er Copenhagen Athletics Games blevet afholdt hvert år siden 2005, der stræber efter at vise atletik i verdensklasse. Af atletikklubber af det især klubben Sparta, der har gjort sig bemærket, bl.a. med 13 dobbelte (mænd+kvinder) danske klubmesterskaber i træk fra 1997-2010, for mændene endda 25 mesterskaber i træk, derudover selvfølgelig en række individuelle danske mesterskaber. DM i ishockey blev i mange år domineret af de københavnske klubber KSF og Rungsted IK, men siden da har Rødovre Mighty Bulls overtaget prædikatet som byens bedste ishockeyhold.
København har også en lang tradition for roning og har leveret flere landsholdsroere. DSR, som er Danmarks største roklub og Kvik, der begge ligger i Svanemøllebugten har hvert år siden 1895 roet den traditionsrige svanemøllematch. Derudover findes en række andre klubber bl.a. Københavns Roklub, SAS, Amager Ro- og Kajakklub og Bagsværd Roklub.
Golf og ridning har ligeledes faciliteter i København. For er en række golfbaner, bl.a. Københavns Golf Klub i Dyrehaven og Royal Golf Center i Ørestad. Royal Golf Center er blevet anlagt med henblik på at kunne afholde PGA-turneringer. For hestesport findes i de nordlige forstæder den i 1891 åbnede Charlottenlund Travbane, som er Nordens ældste. Ligeledes mod nord findes også Klampenborg Galopbane. Fra 1922 til 1976 eksisterede i Tårnby ligeledes Amager Travbane.
I Københavns Kommune er der blevet lagt planer om at gøre København til vært for fremtidige internationale sportsbegivenheder. Desuden var København i 2009 vært for World Outgames, som er en international sportsbegivenhed for homoseksuelle.

## Venskabsbyer
Venskabsbyer er i Danmark på kommunalt niveau. Københavns Kommune har valgt ikke at have nogen venskabsbyer. De fleste af de øvrige kommuner i København har dog valgt at have venskabsbyer. Der er derfor omkring 85 udenlandske byer, som har en del af København som venskabsby. Fx er Hørsholm Kommune venskabsby med Lillehammer i Norge, Frederiksberg Kommune med Uppsala i Sverige og Gladsaxe Kommune med Veszprém i Ungarn.